# Sergio Vacchi
Pour les articles homonymes, voir Vacchi.
Sergio Vacchi, né le 1er avril 1925 à Castenaso et mort le 14 janvier 2016 à Grotti, est un peintre italien.

## Biographie
Sergio Vacchi naît le 1er avril 1925 à Castenaso. Il abandonne ses études de droit pour poursuivre sa passion pour la peinture. Artiste autodidacte, il tient en 1951 sa première exposition solo à Milan à la prestigieuse Galleria del Milione,. Après une période proche du post-cubisme, entre 1956 et 1962, il embrasse l'art informel.
Au début des années 1960, Vacchi s'installe à Rome, où il entame un cycle de gouaches et de peintures connu collectivement sous le nom de Il Concilio (c'est-à-dire Le Concile), qui soulève de grandes controverses avec l'Église catholique romaine en raison de leur représentation grotesque et parfois blasphématoire de l'Église. Lorsqu'en 1964, Vacchi est invité à la Biennale de Venise, le patriarche de Venise interdit aux catholiques de visiter sa chambre,. Après quelques indices présents dans Il Concilio, Vacchi embrasse un nouveau mouvement artistique, connu sous le nom de Nuova Figurazione (Nouvelle Figuration), dont le premier exemple significatif est Morte di Federico II di Hohenstaufen,. Dans les années suivantes, les cycles de peinture Galileo Galilei semper... et Pianeta suivent.
Dans les années 1990, Vacchi se consacre à des cycles de portraits et d'autoportraits, et plus particulièrement aux portraits de Greta Garbo. En 1997, il s'installe à Sienne, où il fonde la fondation Fondazione Vacchi. Il cesse de peindre à la fin des années 2000, à cause de la maladie de Parkinson qui l'affecte.
Sergio Vacchi meurt en 2016 à Grotti.